# Mel Hartman
Mel Hartman (20 oktober 1972, Oostende) is een Vlaamse schrijfster.

## Biografie
Hartman debuteerde in mei 2007 met De Fantasiejagers, dat in 2008 vervolgd werd met Droomloos en in 2009 met Angstdroom. Het vierde deel, Droombeeld, is in 2011 verschenen. 
In juni 2010 verscheen van een nieuwe reeks het eerste deel, Anders: een Manon Maxim roman.
Hartman schreef rond de eeuwwisseling voornamelijk columns voor een plaatselijke krant in Den Haag en wetenschappelijke artikels met als onderwerp de slaap (onder de naam Melissa Vandeputte). Daarna schreef Hartman een paar jaar columns voor het online magazine Banger Sisters, die werden gebundeld in het E-book en luisterboek Hersenkronkels. 
Hartman schrijft ook korte verhalen voor uitgeverij Parelz, waarvan sommige werden opgenomen in de bundel Spel der Grenzen, die in november 2010 werd gepubliceerd. Naast zeven spannende verhalen werd er ook een kort Manon Maxim-verhaal toegevoegd, dat Hartman exclusief voor deze bundel schreef. In 2013 verscheen haar tweede verhalenbundel Schitterende wereld. Sommige kortverhalen verschijnen in het magazine 'Azra' van uitgeverij Parelz.
Voor de kinderverhalenbundel Verdwalen in verhalen schreef Mel Hartman het korte verhaal De Heks in de Bakkerij. Banger Sisters stelde deze bundel met haar auteurs samen voor het goede doel Het Glazen Huis van Serious Request, waar ook de volledige opbrengst naar gaat. Shanna Paulissen verzorgde de omslagafbeelding.
In 2020 verscheen, na een lange schrijfpauze, haar urban fantasy/young adult 'Als doden dromen', de eerste uit de trilogie de 'Dodenreeks' bij uitgeverij Hamley Books. 
Hartmans boeken worden wereldwijd uitgegeven, onder andere in Duitsland, Litouwen, Spanje, Italië en Oekraïne.  